# Mustapha Mansouri
Mustapha Mansouri (arabisch مصطفى المنصوري, DMG Muṣṭafā al-Manṣūr; * 22. August 1953 in Nador) ist ein marokkanischer Politiker und Diplomat, der seit dem 26. November 2018 Botschafter in Riad ist.

## Werdegang
Er studierte an der Universität Reims sowie an der Mohammed-V.-Universität.
Zwischen 1998 und 2007 hatte er mehrere Ministerposten inne: Vom 14. März 1998 bis 6. September 2000 war er Minister für Verkehr und Handelsmarine und vom 6. September 2000 bis zum 7. November 2002 Minister für Handel, Industrie, Energie und Bergbau im Regierungskabinett von Abderrahmane Youssoufi. Vom 7. November 2002 bis 8. Juni 2004 bekleidete er das Amt des Ministers für Beschäftigung, Soziales und Solidarität, ebenfalls war er vom 8. Juni 2004 bis zum 8. Oktober 2007 Minister für Beschäftigung und Berufsbildung, jeweils im Regierungskabinett von Driss Jettou.
Von 27. Mai 2007 bis zum 23. Januar 2010 war er Generalsekretär der Nationalen Sammlung der Unabhängigen. Vom 15. Oktober 2007 bis zum 9. April 2010 war er außerdem Präsident des Marokkanischen Repräsentantenversammlung.
Für den Wechsel in die Diplomatie qualifizierte er sich in einer Auseinandersetzung mit Fouad Ali El Himma, einem Klassenkameraden von Mohammed VI. (Marokko).
Anfang Februar 2019 erklärte er gegenüber der marokkanischen News-Website „Le360.ma“, dass er nach der Ausstrahlung eines Dokumentarfilms über die Westsahara vom saudischen Sender al-Arabiya zu Konsultationen nach Rabat gerufen worden sei.

„Les relations entre le Maroc et l’Arabie saoudite sont historiques et solides. Et entre les pays, il est normal que des divergences ou des différends éclatent de temps en temps. Je suis sûr qu’il ne s’agit pas plus que d’une crise passagère et que les relations entre nos deux pays retrouveront leur cours normal
(Die Beziehungen zwischen Marokko und Saudi-Arabien sind historisch und stark. Und zwischen Ländern ist es normal, dass von Zeit zu Zeit Differenzen oder Streitigkeiten ausbrechen. Ich bin mir sicher, dass dies nur eine vorübergehende Krise ist und dass sich die Beziehungen zwischen unseren beiden Ländern normalisieren werden)“

Es wird von einem Kälteeinbruch der saudisch-marokkanischen Beziehungen berichtet, seit Mohammed bin Salman im Juni 2017 zum Kronprinzen nominiert wurde. Als Beleg für diese Entwicklung wird unter anderem angeführt, dass der Vertreter Saudi-Arabiens im Juni 2018 gegen Marokkos Bewerbung um die Austragung der WM 2026 gestimmt hatte. Als noch stärkeres Indiz wird die mehrmalige offizielle Absage Marokkos zur Teilnahme an Treffen der von Saudi-Arabien geführten Koalition zur Militärintervention im Jemen seit 2015 wahrgenommen. Auf seiner Reise in die Maghreb-Region im November 2018 reiste Mohammed Bin Salman nicht nach Marokko. Während marokkanische Medien behaupteten er sei von Marokko ausgeladen worden, gab man aus den Kreisen des saudischen Kronprinzen bekannt, der Aufenthalt in Rabat hätte nicht in seinen Terminkalender gepasst.